# Bahnhof Ilanz

Der Bahnhof Ilanz ist ein Bahnhof an der Bahnstrecke Reichenau-Tamins–Disentis/Mustér der Rhätischen Bahn in der Stadt Ilanz/Glion. Er ist der grösste Knotenpunkt des öffentlichen Verkehrs in der Surselva. Obwohl der Bahnhof in allen Fahrplänen offiziell als Ilanz aufgeführt ist, ist ein Teil der Bahnhofsschilder mit dem deutsch-rätoromanischen Doppelnamen Ilanz/Glion bezeichnet, da zwar mehrheitlich Bündnerdeutsch Umgangssprache ist, jedoch ein grosser Teil der Bewohner Rätoromanisch spricht.

## Geschichte
Der Bahnhof entstand beim Bau der Vorderrheinlinie aus Richtung Chur, die 1903 bis Ilanz eröffnet wurde. 1912 wurde die Linie nach Disentis/Mustér weitergeführt, um den Anschluss an die damalige Furka-Oberalp-Bahn herzustellen. 1922 wurde die Vorderrheinlinie elektrifiziert.

## Anlage
Der Bahnhof umfasst zwei Bahnsteiggleise, eins am Hausbahnsteig und eins mit Mittelbahnsteig. Der Busbahnhof am Bahnhofsvorplatz wird von zahlreichen Postauto-Linien angefahren.
2017 bis 2018 wurde der Bahnhof neu gestaltet. Es entstand ein viergleisiger Bahnhof mit einem Mittelperron, das durch eine Unterführung erreicht wird. Diese verbindet das Dorfzentrum mit dem Gebiet nördlich des Bahnhofs. Unter anderem wurde die Bahntechnik in einem neuen Gebäude auf der Rheinseite untergebracht. Büro- und Umkleideräumlichkeiten wurden neu gebaut. Nach gut zweieinhalb Jahren Bauzeit wurde der neu gestaltete Bahnhof Ilanz im Juni 2019 mit einer kleinen Feier eingeweiht.

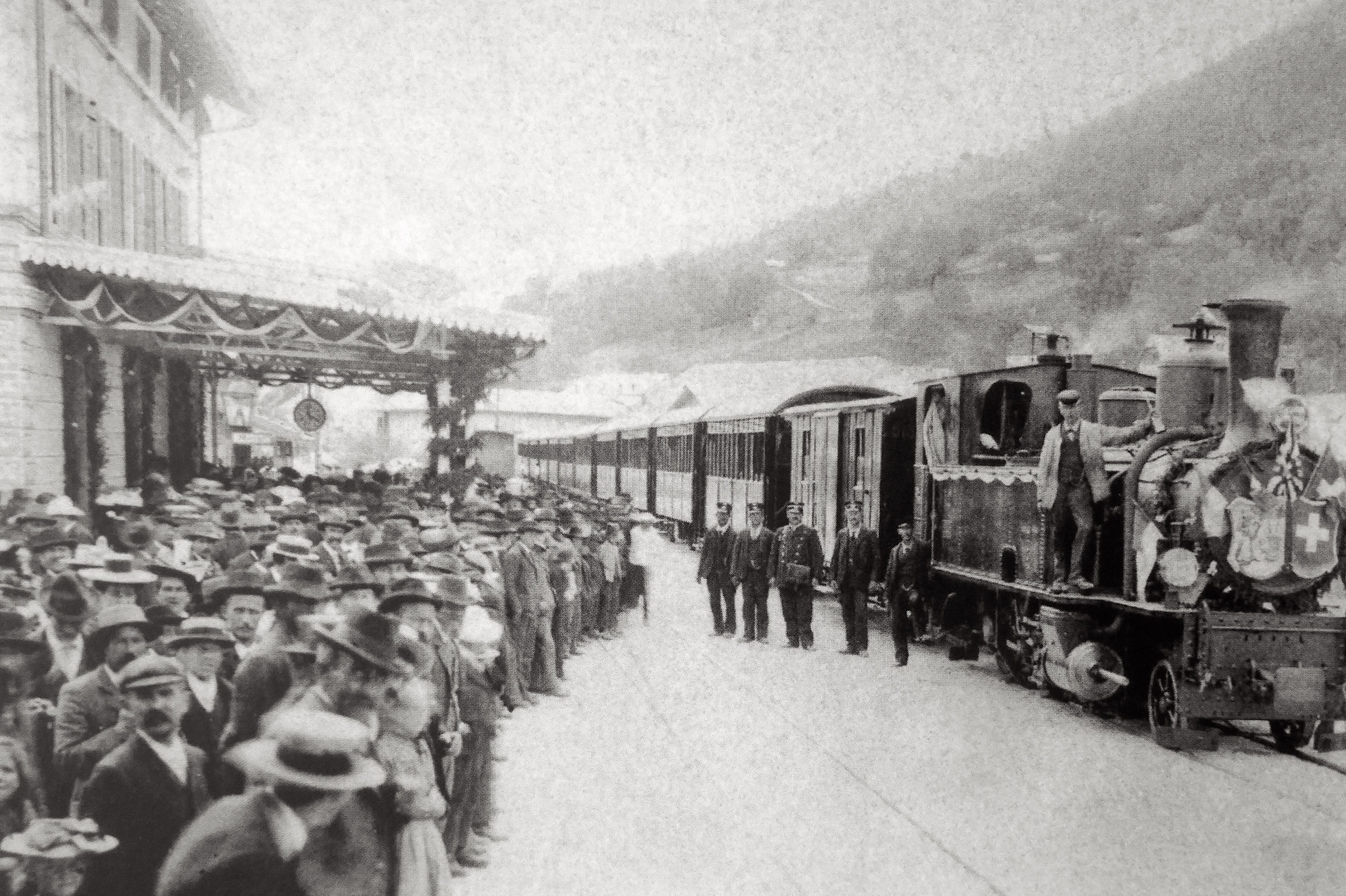
Bei der Einweihung 1903
1969
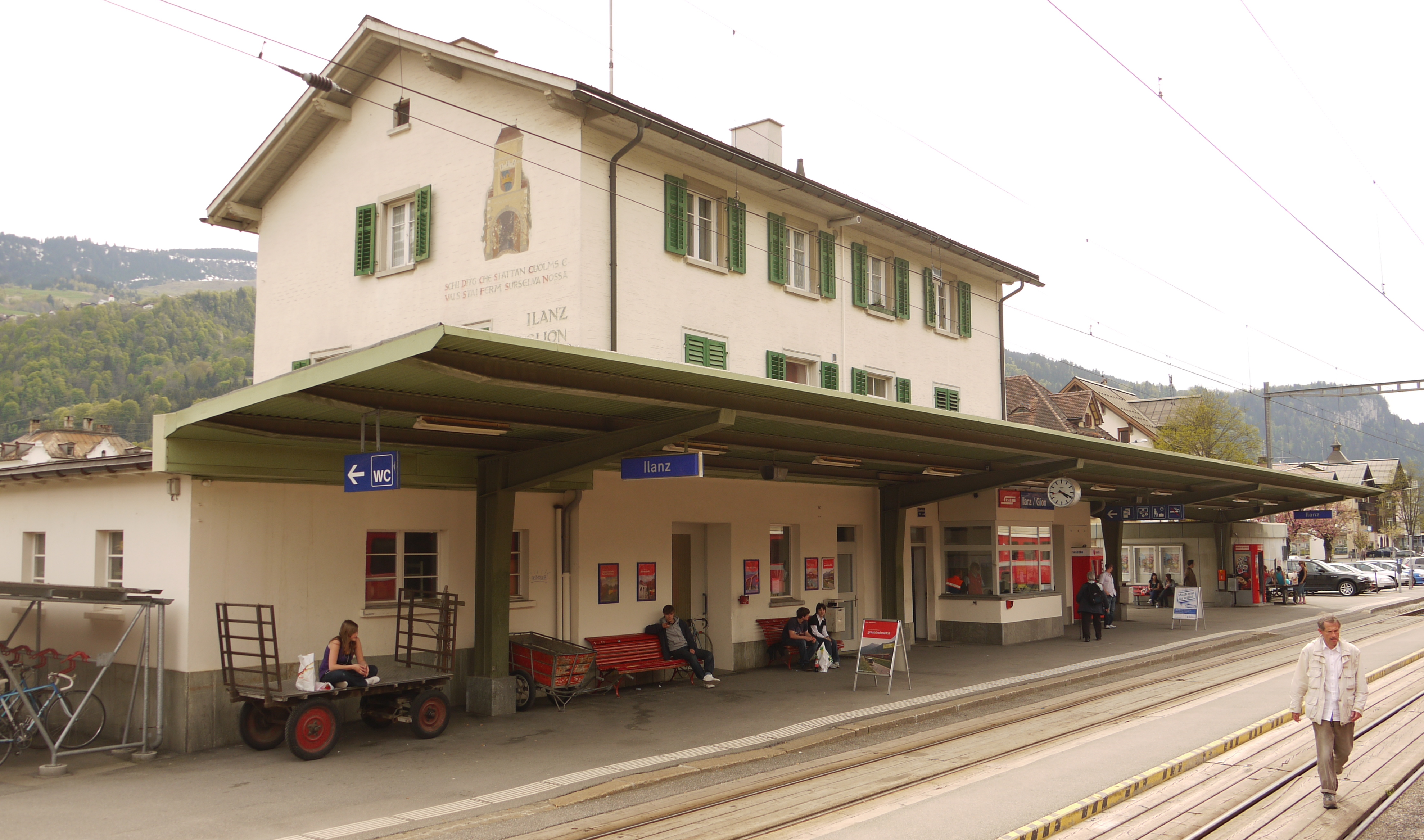
2009
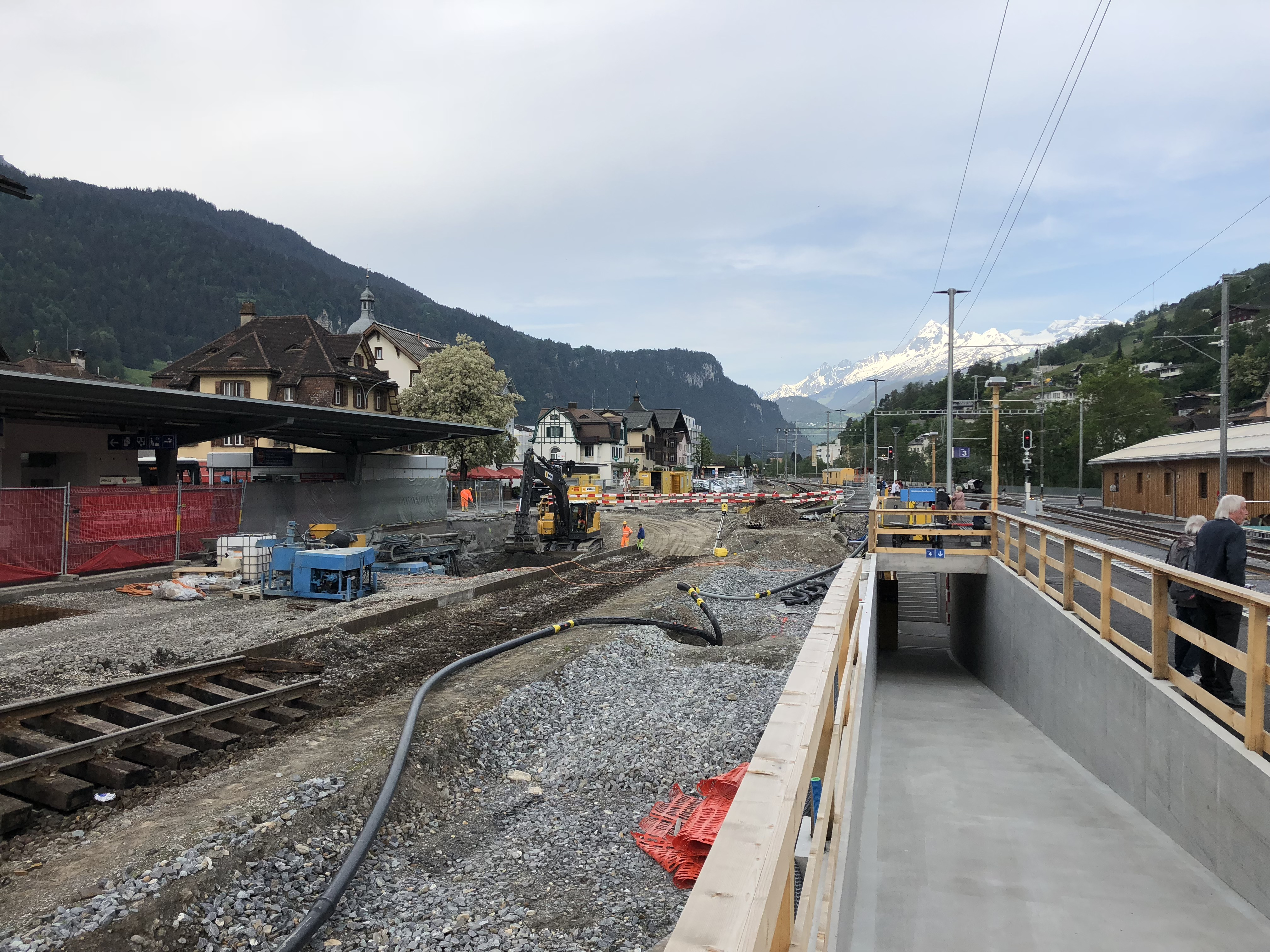
Umbauarbeiten im Mai 2018
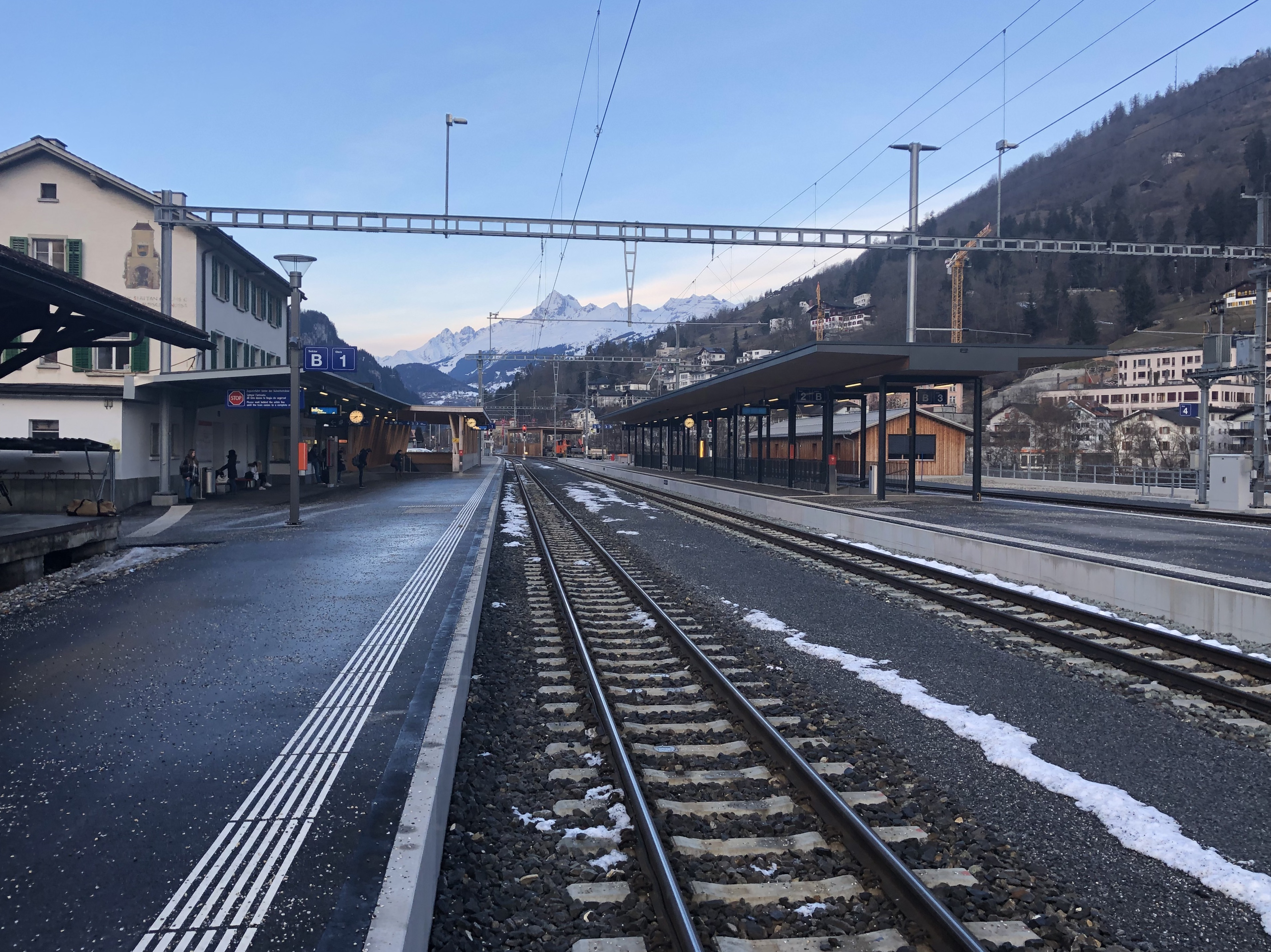
Blick nach Westen, Februar 2020

## Verkehr

### Personenverkehr
Die RhB bedient den Bahnhof mit der RegioExpress-Linie Disentis/Mustér–Chur–Landquart–Scuol-Tarasp pro Richtung jeweils im Stundentakt. Zudem verkehren an Randstunden noch Regionalzüge zwischen Disentis/Mustér und Chur. Der Bahnhof Ilanz ist der meist frequentierte Bahnhof der Vorderrheinstrecke, ausgenommen die beiden Endstationen. Früher hielten in Ilanz auch die Züge des Glacier Express, zuletzt 2007/2008 noch je ein Zug pro Richtung im Winterverkehr, einige Jahre zuvor noch fast alle Glacier-Express-Züge.

### Güterverkehr
Ilanz weist im Güterverkehr ein hohes Verkehrsaufkommen auf, da der Bahnhof die Hauptverladestation von Valserwasser aus dem nahen Vals ist.

### Postauto

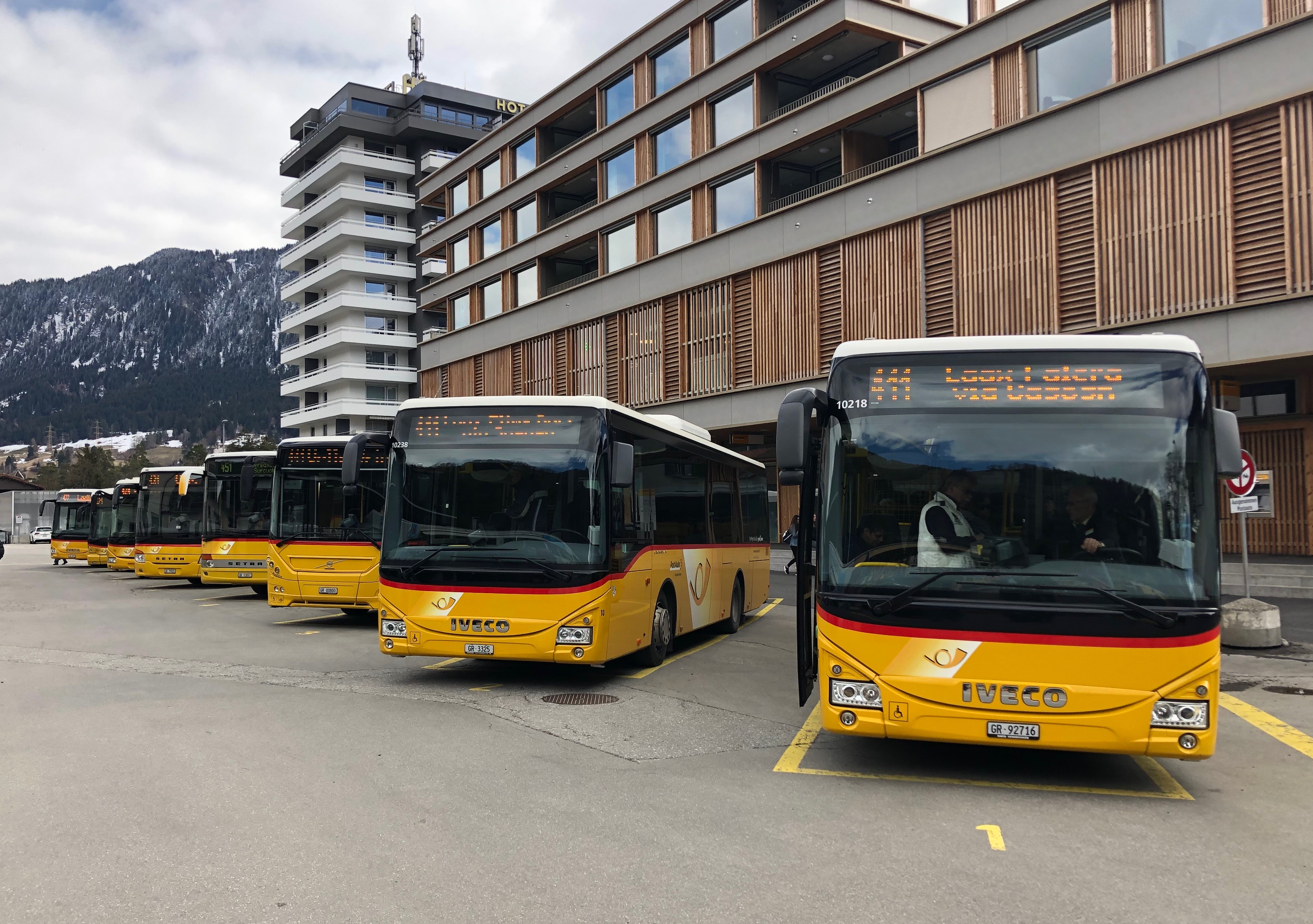
Postautos vor dem Bahnhof Ilanz

Der Bahnhofsvorplatz ist einer der wichtigsten Postauto-Knotenpunkte im Kanton Graubünden. Neun Linien verkehren meist zeitgleich – nach der Ankunft des Zuges aus Chur – in Richtung der umliegenden Dörfer.